# Бердюгино (Упоровский район)
Бердю́гино — село в Упоровском районе Тюменской области России. Входит в состав Емуртлинского сельского поселения.

## География
Село находится на юго-западе Тюменской области, в пределах юго-западной части Западно-Сибирской низменности, в лесостепной зоне. Расположено на левом берегу реки Емуртла и является продолжением села Емуртла в западной её части. Состоит из одной улицы Бердюгинской. Расстояние до районного центра села Упорово 25 км, города Заводоуковска 70 км, областного центра города Тюмени 164 км. 

## История
Впервые упоминается в переписи 1710 года. ,  названа по фамилии основателей Бердюгиных. Бердюгин Василий Константинович родился в деревне Бердюкина Ирбитской слободы Верхотурского уезда, жил я Ялуторовской слободе, переведен в Емуртлинскую слободу. Вместе с сыновьями Дорофеем, Афанасием, Микулой основали деревню Бердюгина.

В 1749 году по приказу правительства производилась перепись пограничных поселений, выяснялось численность в них мужчин от 16 до 50 лет и наличие у них оружия. 
Деревня Бердюгина расстояние от оной слободы две версты, которая построена над речкой Емуртла в ней имеетца дворового строения 9 дворов. Крестьян от 16 до 50 лет 14 человек. У них имеетца позволенного собственного ружья у двух человек, а именно: у Ивана Бердюгина ружье винтовка -1, у Петра Бердюгина ружье винтовка -1. И при оной деревне городовое строение, надолбы и рогатки и рву не имеетца. Оная деревня состоит в пограничном месте, в которой деревне принадлежит городовое строение построить. 
С 1710 года относилось к слободе Емуртлинской, с 1795 года в составе Емуртлинской волости. 
- В конце 1919 году образован Бердюгинский сельский совет в Емуртлинской волости. В начале 1924 года упразднен, вошел в Старонерпинский сельсовет Емуртлинского района, после 1932 года в составе Емуртлинского сельского совета. [5]
- В 1912 году в Бердюгино были: единоверческая церковь, школа грамоты, хлебозапасной магазин, торговая лавка, 7 ветряных мельниц, 1 водяная мельница, 2 кузницы, пожарная охрана. Жили в селе в основном староверы. [6]
- В 1929 году образован колхоз «Новая жизнь». В 1950 году вошел в состав колхоза «Память Кирова», с 1961 года "Память Кирова" в составе совхоза «Емуртлинский. [2]

## Церковь
В селе Бердюгино в 1893 году была построена Богородице - Тихвинская единоверческая деревянная церковь на каменном фундаменте, с колокольнею.   
В Тюменском архиве хранятся метрические книги церкви с 1901 по 1918 гг.  В советское время сельхозартель «Гигант» переоборудовал церковь под мельницу. В 1970-е годы церковь разобрали. 

## Население
| 1710 | 1762 | 1782 | 1816 | 1834 | 1858 | 1897 | 1926 | 1989. | 2002 | 2010 | 2021 |
| 20   | 44   | 124  | 237  | 319  | 444  | 598  | 656  | 174   | 151  | 128  | 214  |

| 2010 |
| ---- |
| 128  |

По данным на 1 января 2013 года, в селе проживало 126 человек.

### Национальный состав
Согласно результатам переписи 2002 года, в национальной структуре населения русские составляли 90 % из 151 чел.

## Инфраструктура
Личное подсобное хозяйство.
Основа экономики — сельское хозяйство.

## Транспорт
Деревня доступна автотранспортом.